# Hogu

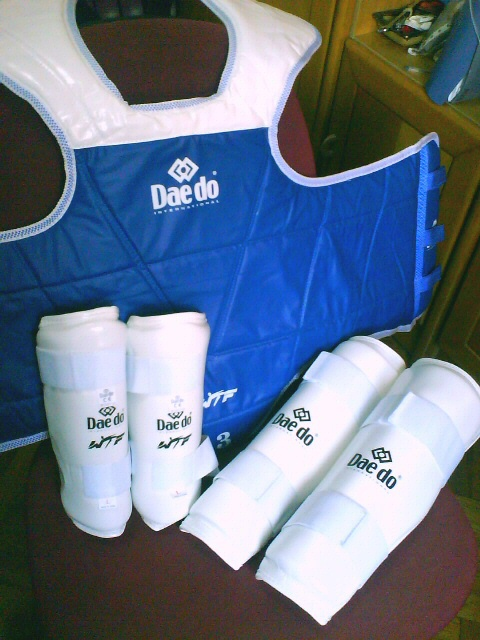
Protector de tronco oficial WTF (hogu), protectores de antebrazos y espinilleras.

Hogu (호구, 護具) es la armadura que usan los practicantes de taekwondo y geomdo durante el combate y la competición. Traducido al español, hogu significa «pecho» o «protector de pecho».
El hogu se ha utilizado en el combate de Taekwondo Mundial desde la década de 1950 y se considera la pieza más importante del equipo de combate del practicante. El hogu es la zona de puntuación más común en el taekwondo. Se golpea con el talón, la planta y el empeine en muchas técnicas de patada, como la patada circular o la patada trasera, y también se puede golpear con el puño. Los hogu son fabricados por diversas empresas, como Adidas y Dae Do; solo ciertas marcas de protectores de pecho están aprobadas por la Federación Mundial de Taekwondo. El protector de pecho es obligatorio en las competiciones de Taekwondo a nivel mundial o de estilo olímpico; sin embargo, no se utiliza en el combate al estilo de la Federación Internacional de Taekwon-Do.